# Tuber melanosporum

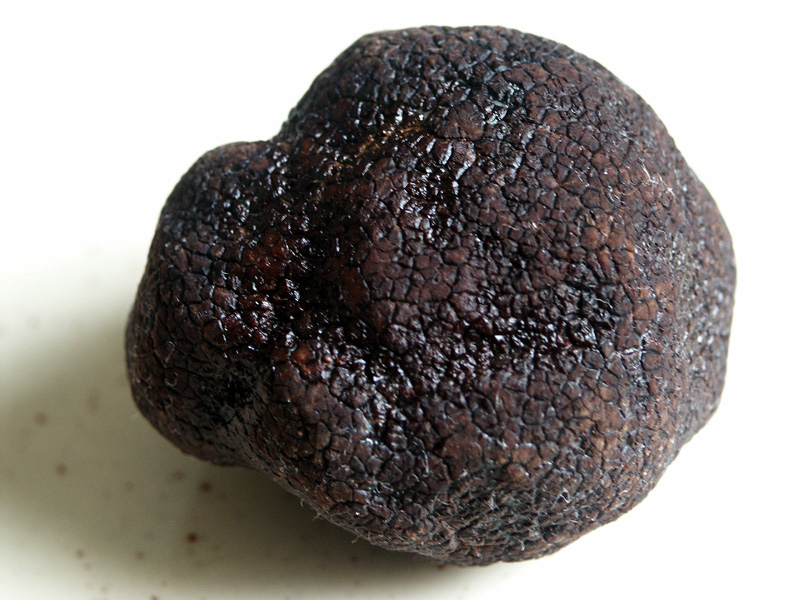
Tartufo nero

Il Tuber melanosporum è un fungo ascomicete noto comunemente come "Tartufo nero".

## Descrizione della specie

### Corpo fruttifero
Più o meno tondeggiante, a volte anche irregolare e lobata, di dimensioni variabili.

### Peridio
Con verruche piramidali con apice depresso, grandi 3–5 mm, aderenti fortemente alla gleba, di colore nero, talvolta con sfumature ferruginose, negli esemplari immaturi tende al rosso-vinaccia.

### Gleba
Nero-bruna tendente al viola o al rossiccio, con venature biancastre fitte e sottili, con contorni ben definiti ed accompagnate da due bande brune, traslucide ai lati.

### Microscopia

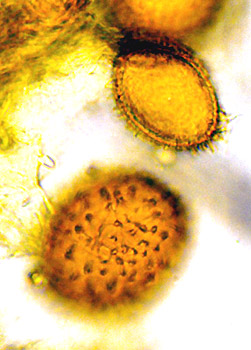
Spore di T. melanosporum

Sporenere in massa, spinulate.
Aschiglobosi, a volte con un corto peduncolo, 90-140 x 80-120 µm, co la superficie munita di spine corte e rigide, grandi 2,5-3 µm, con una densità di 11-13 per 10 µm2.

## Habitat
Fungo simbionte, ipogeo, cresce in associazione con latifoglie (soprattutto con roverella e leccio, ma anche un carpino nero e nocciolo), predilige terreni sedimentari, generalmente ben drenati, come quelli brecciosi e molto calcarei. Pur iniziando a svilupparsi a settembre, matura in pieno inverno, dall'inizio di dicembre all'inizio di marzo.

## Commestibilità
Ottima.

## Etimologia
Dal greco melanos = nero e spora = seme, spora, cioè a spore nere.

## Nomi comuni
- Tartufo nero pregiato, Tartufo nero di Norcia
- Truffe du Périgord, Truffe noire (FR)
- Perigord-Trüffel (DE)